# Ashita no Prism
«Ashita no Prism» (明日のプリズム?) es una sencillo de la cantante y seiyū japonesa Aya Hirano. Fue lanzado el 6 de septiembre de 2006 y producido por Lantis.

## Lista de canciones
1. «Ashita no Prism» (明日のプリズム?)
2. «Yorokobi no Uta» (ヨロコビの歌?)
3. «Ashita no Prism» (off vocal) (明日のプリズム?)
4. «Yorokobi no Uta» (off vocal) (ヨロコビの歌?)

- Datos: Q3274536